# American Field Service

AFS Intercultural Programs

AFS Programas Interculturales (o bien AFS, llamado originalmente como American Field Service) fue fundada en 1914 como una forma de servicio a la sociedad estadounidense por A. Piatt Andrew, profesor de Teoría de Economía Política de la Universidad de Harvard y una asistente de la Secretaría del Tesoro de EE. UU. Se inició como un servicio voluntario de ambulancias en 1914 y desde 1947 se ha dedicado a realizar intercambios internacionales escolares de adolescentes.
Actualmente AFS es una organización sin fines de lucro y de base voluntaria, dedicada exclusivamente a programas de intercambio internacionales entre más de 80 países.

## Historia

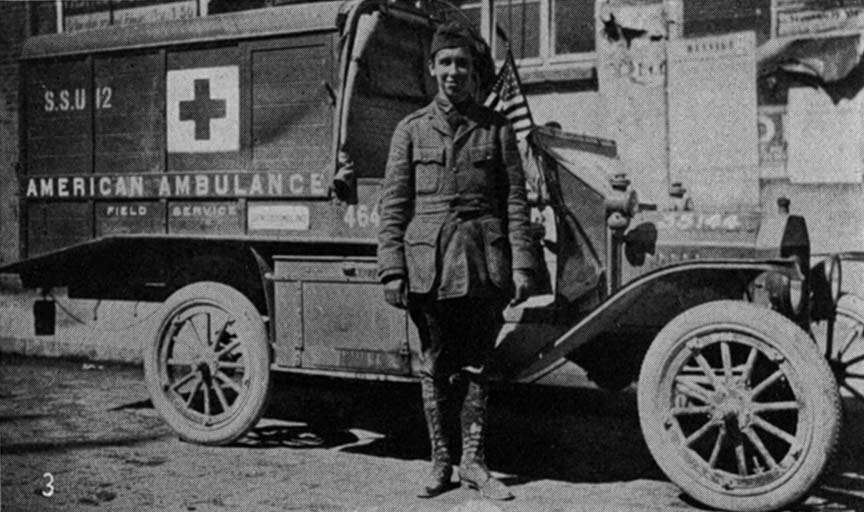
Ambulancia 464 - April 1917

AFS nació como un cuerpo de conductores de ambulancias creado y mantenido por voluntarios estadounidenses utilizando una donación de camionetas Ford. La organización actuó en Europa, África y Asia durante las dos guerras mundiales de una manera pacífica, transportando heridos sin importar su nacionalidad, desde el campo de batalla hasta los hospitales.
Los lazos que se generaron entre los conductores y los heridos, más allá de los conflictos políticos propios de la guerra, fueron lo que inspiró el organizar intercambios interculturales.
AFS transformó su actividad en 1947 hacia el desarrollo de programas de intercambio estudiantil entre distintos países con el objetivo de que el reconocimiento de las diferencias culturales que proporciona la inmersión en una sociedad distinta a la propia, fuera la garantía de que no se produjesen más guerras. 

## Actualidad
Hoy AFS está presente en 80 países y cuenta anualmente con la participación de 13 000 estudiantes a escala mundial, tiene posición consultiva en el Consejo Económico y Social de las Naciones Unidas y en la UNESCO. Ha recibido en 1989 una mención especial de la ONU por la labor desarrollada a favor de la educación de los jóvenes del mundo. En 2006 fue declarada de interés cultural y educativo por el Senado de la Nación.
AFS-USA trabaja con más de 1.500 estudiantes en más de 40 países cada año; concede más de USD$1.5 millones en concepto de ayudas y becas financieras anualmente; ubica a estudiantes extranjeros con más de 2.800 familias de los EE. UU. y es apoyada por una red de más de 6.000 voluntarios de AFS en los EE. UU. y 30.000 voluntarios alrededor del mundo.